# Смбат Спарапет
Смбат Спарапе́т (арм. Սմբատ Սպարապետ) или Смбат Гундста́бл (1208—1276) — армянский военачальник, государственный деятель, дипломат, правовед и историк.

## Биография
Смбат происходил из рода Хетумидов. Сын Костандина Пайла и Тама Вици, сестры Нерсеса Ламбронаци. Старший брат царя Хетума I. С 1226 года был армянским спарапетом — главнокомандующим войск — и около 50 лет вел победоносные войны. В 1243 году в Кесарии провёл с монгольским военачальником Байджу переговоры, в результате которых был заключён взаимовыгодный мир. В 1248 году посетил Каракорум и вел переговоры с монгольским ханом о будущем визите Хетума I и подробностях армяно-монгольского соглашения. В 1250 году вернулся на родину а в 1254 году сопровождал Хетума I в Каракорум, где было подписано новое армяно-монгольское соглашение. Погиб во время сражения в Сарвандикаре в 1276 году.

## Труды
В 1265 году завершил свой знаменитый судебник — «Судебник Смбата Спарапета». Судебник использовался в Киликийской Армении до самого распада этого царства в 1375 году. В 1252—1253 годах из старофранцузского языка перевел «Антиохийские ассизы».
От его имени сохранились некоторые другие сочинения и письма. Научную ценность представляет письмо королю Кипра Генриху Лузиньяну, датированное 1247 годом. Написал поэму, посвященную битве армянских войск против Египетского сутлтанства в 1266 году.
Смбат Спарапет занимался также грамматикой.

### Летопись
Автор «Летописи», охватывающей описание событий в Армении и Киликии от 951 по 1272 годы. В дальнейшем труд продолжили другие хронографы, доведя до 1336 год. Период X—XII веков изложил на основе трудов Матеоса Урхаеци, Григора Ереца, Михаила Сирийца и Вильгельма Тирского. Смбат Спарапет сообщает подробности об армяно-византийских, армяно-арабских, армяно-грузинских, армяно-сельджукских отношениях, военных и политических отношениях с монголами, о визите Хетума I в Каракорум, эмиграцию армян из исторической территории Великой Армении, осуждает политику крестоносцев в отношении Киликии. Сообщает подробности об армянских князьях, принадлежащих им землях и правах, внутренних противоречиях. Эти сведения дают определённое представление об общем состоянии общественно-политической жизни в Килийской Армении.
Впервые «Летопись» издали в Москве в 1856 году. В 1862 году был сделан частичный перевод и издание истории Смбата Спарапета В. Ланглуа в Санкт-Петербурге, в 1869 году история была издана в Париже (Э. Дюлорие). Фрагмент описания вторжения монголов из Средней Азии в Иран перевёл и издал К. Патканян в 1873 году.